# Cyrtomium reflexosquamatum
Cyrtomium reflexosquamatum là một loài dương xỉ trong họ Dryopteridaceae. Loài này được J.X. Li, H.S. Kung & X.J. Li mô tả khoa học đầu tiên năm 2012.
Danh pháp khoa học của loài này chưa được làm sáng tỏ. 